# Chions
Chions (friuli nyelven Cjons, velenceiül Cions) település Olaszországban, Friuli-Venezia Giulia régióban, Pordenone megyében. Lakosainak száma 5056 fő (2023. január 1.). Chions Azzano Decimo, Cinto Caomaggiore, Fiume Veneto, Pramaggiore, Pravisdomini, San Vito al Tagliamento és Sesto al Reghena községekkel határos.

## Népesség
A település lakossága az elmúlt években az alábbi módon változott:
| Lakosok száma | 5185 | 5180 | 5056 |
|               | 2017 | 2018 | 2023 |